# 山﨑紗彩
山﨑 紗彩（やまさき さあや、1999年10月7日 - ）は、日本のファッションモデル、女優。東京都出身。

## 略歴
2012年、第20回ピチモオーディションで、約9000人の応募者より山﨑、福原遥らがグランプリに選ばれ、ピチレモン専属モデルとなる。紙面への登場に加え、同誌イベント「ピチレモン春の大学園祭」、「ピチレモン夏の大学園祭ＳＰ」に出演する。『ピチレモン』は、2015年12月号をもって休刊となり、山﨑を含む専属モデルは同誌を卒業する。
2012年8月21日､第13回全日本国民的美少女コンテストの本選大会がホテルグランパシフィックLE DAIBAで開催され、ファイナリストとして登壇する。2013年1月28日、オスカープロモーションは、第13回全日本国民的美少女コンテストのファイナリスト21名をメンバーとする次世代ユニット「X21」の結成を発表、山﨑もメンバーとして記者会見に臨んだ。2018年11月に「X21｣は解散、山﨑は、同月25日に原宿クエストホールで開催されたラストライブに出演した。
2019年4月、『僕のヒーローアカデミア』が舞台化され、「八百万百」役を務める。同年6月の上海公演にも出演した。
2025年3月31日付でG-STAR.PROを退所。

## 人物
- 小学校4年生で初めてファッションショーのランウェイを歩む。これが契機となり、ファッションモデルを志すようになった[15]。
- 『GO!オスカル!X21』の放送開始に当たり、ムーンウォークを練習中の山﨑は、武井咲に「やまける」のニックネームを授けられた[16][17]。
- アニメ映画『思い出のマーニー』公開に際して「GYAO!」で特集番組が配信され、山﨑は、ジブリ好きとして出演する。ジブリ作品について他の出演者と語り合った[18]。
- カプセルホテルで行われた『SHELL and JOINT』の初日撮影で、山﨑は、同じくオスカープロモーション所属の工藤綾乃らと共演した[19]。
- 親友は、Dream5の元メンバー・大原優乃である。
- トカゲなどの爬虫類が好きである[20][21]。

## 出演

### 映画
- SHELL and JOINT（2019年3月27日公開、ギグリーボックス）- 茅場マチ 役[22][23][24]

### ドラマ
- 過保護のカホコ 7話・9話（2017年7月12日～9月13日、日本テレビ）- 糸ちゃんの悪友 役

### テレビ番組
- NHK高校講座 数学Ⅰ（2015年4月 - 、NHK Eテレ）[25][26]
- めざましテレビ（2015年 - 2016年、フジテレビ） - イマドキガール[27]

### 舞台
- 立ち呑みパラダイス 2017～1970年大阪～（2017年7月、上野ストアハウス、作・演出：山内勉）[28]
- 僕のヒーローアカデミア The "Ultra" Stage ‐ レギュラー・八百万百 役[29][30][31]
  - 僕のヒーローアカデミア The "Ultra" Stage（2019年4月12日 - 21日、天王洲 銀河劇場 / 4月26日 - 29日、サンケイホールブリーゼ）
  - 僕のヒーローアカデミア The “Ultra” Stage 本物の英雄（ヒーロー）（2020年3月6日 - 4月5日、品川プリンスホテル ステラボール / 梅田芸術劇場 シアター・ドラマシティ）
  - 僕のヒーローアカデミア The “Ultra” Stage 本物の英雄 PLUS ULTRA ver.（2020年7月17日 - 26日、TOKYO DOME CITY HALL）
  - 僕のヒーローアカデミア』The “Ultra” Stage 本物の英雄（ヒーロー） PLUS ULTRA ver.（2021年12月3日 - 12日、TOKYO DOME CITY HALL / 12月24日 - 26日、京都劇場）[32]
  - 僕のヒーローアカデミア』The “Ultra” Stage 最高のヒーロー（2023年4月29日 - 5月7日、天王洲 銀河劇場 / 5月12日 - 14日、AiiA 2.5 Theater Kobe / 5月19日 - 21日、日本青年館ホール）
- 私が天下を取る〜憙の巻〜（2023年11月23日 - 26日、浅草花劇場） - 寿桂尼（義元の母） 役
- 舞台『ヴィンランド・サガ』〜海の果ての果て 篇〜（2024年4月19日 - 29日、こくみん共済 coop ホール/スペース・ゼロ） - ユルヴァ 役[33]

### イベント
- GirlsAward 2016 AUTUMN/WINTER（2016年10月8日、国立代々木競技場第一体育館）[34][35]

### CM・キャンペーン
- コスメコンタクト PiebAge（2015年）
- 高校野球 埼玉大会チーム紹介番組応援キャラクター（2017年）

### MV
- 宮﨑薫「Cry」（2024年）

### その他
- アニメ「スナックバス江」（2024年）※エンディング映像に出演
- モネ 睡蓮のとき Le dernier Monet : Paysages d'eau 公式グッズモデル[36]
- 心霊曼邪羅48（2024年10月2日販売、ラミアクリエイト合同会社）- 取材スタッフ 役 ※DVDのみ[37]

## 書籍

### 雑誌
- ピチレモン（2012年 - 2015年12月号、学研プラス） - 専属モデル[2]
- ラブベリー（2015年12月号 - 、徳間書店）- 専属モデル
- 振袖美人2018